# Manchester
Manchester é uma cidade do Reino Unido, no noroeste da Inglaterra. A aglomeração urbana de Manchester tem cerca de 3,6 milhões de habitantes, é a terceira cidade mais populosa da Inglaterra e junto com algumas outras cidades vizinhas, compõe o condado da Grande Manchester. A cidade é um centro industrial, econômico, e muitas companhias têm as sedes administrativas no centro da cidade ou num parque industrial ao este do centro, Trafford Park.

## História
Tem origem num povoado céltico e foi designada de Mancunium pelos antigos romanos e, por isso, os habitantes são hoje chamados de Mancunians em inglês. Manchester teve um papel primordial na Revolução Industrial: foi aqui aplicada a máquina a vapor à indústria têxtil pela primeira vez em 1789. A primeira linha férrea de passageiros foi também construída aqui, ligando a cidade com Liverpool em 1830. Está ligada desde 1894 por um canal ao mar.

## Geografia

### Clima
| Mês | Jan        | Fev        | Mar        | Abr         | Mai         | Jun         | Jul         | Ago         | Set         | Out         | Nov        | Dez        |
| --- | ---------- | ---------- | ---------- | ----------- | ----------- | ----------- | ----------- | ----------- | ----------- | ----------- | ---------- | ---------- |
| Temperaturas Mais Altas °C (°F)                                                                              | 6,4 (43,5) | 6,6 (43,9) | 8,9 (48,0) | 11,6 (52,9) | 15,3 (59,5) | 18,2 (64,8) | 19,6 (67,3) | 19,5 (67,1) | 17,0 (62,6) | 13,7 (56,7) | 9,1 (48,4) | 7,1 (44,8) |
| Temperaturas Mais Baixas °C (°F)                                                                             | 1,3 (34,3) | 1,2 (34,2) | 2,5 (36,5) | 4,3 (39,7)  | 7,3 (45,1)  | 10,2 (50,4) | 12,0 (53,6) | 11,9 (53,4) | 10,0 (50,0) | 7,5 (45,5)  | 3,6 (38,5) | 2,0 (35,6) |
| Média Total de Chuva em mm                                                                                   | 69         | 50         | 61         | 51          | 61          | 67          | 65          | 79          | 74          | 77          | 78         | 78         |
| Média de Dias Chuvosos                                                                                       | 18,2       | 13,1       | 15,6       | 14,4        | 15,1        | 14,4        | 13,6        | 15,0        | 15,0        | 16,5        | 17,0       | 17,4       |
| Fonte: Worldweather.org taken between 1971 and 2000 at the Met Office weather station at Manchester Airport. |            |            |            |             |             |             |             |             |             |             |            |            |

## Infraestrutura

### Economia
A Instituição para a estatística nacional do Reino Unido não recolhe os dados econômicos para a cidade de Manchester sozinha, mas em conjunto com quatro outros distritos metropolitanos, Salford, Stockport, Tameside, Trafford, em uma área denominada de Greater Manchester South, que teve um VAB de £ 34,8 bn. A economia teve um crescimento relativamente forte entre 2002 e 2012, crescimento este que foi 2,3% acima da média nacional. Com um PIB de $ 88,3 bn (est. 2012, PPP) a economia metropolitana a maior é a terceira maior no Reino Unido. É classificada como uma cidade beta mundial pela Globalization and World Cities Research Network.
Como a economia do Reino Unido continua a se recuperar da desaceleração experimentada em 2008-10, Manchester compara-se favoravelmente em relação a outras geografias de acordo com os últimos números. Em 2012 é mostrado o crescimento anual o mais forte no estoque de negócio (5%) de todas as cidades do núcleo. A cidade experimentou um aumento relativamente forte no número de falências empresariais, o maior aumento de todas as cidades-núcleo, no entanto, isso foi compensado pelo forte crescimento em novos negócios que resultou em um forte crescimento líquido.
A liderança cívica de Manchester tem uma reputação de perspicácia empresarial. Possui dois dos quatro aeroportos mais movimentados do país e usa seus ganhos para financiar projetos locais. Enquanto isso, o relatório de competitividade alternativa da KPMG relatou que em 2012 Manchester teve o 9º menor custo tributário de qualquer cidade industrializada no mundo e a devolução de impostos chegou mais cedo a Manchester do que qualquer outra cidade britânica: ela pode manter metade do extra Impostos Obtém de investimento de transporte.
O relatório de competitividade alternativa da KPMG descreve Manchester como a cidade mais acessível da Europa, com um ranking ligeiramente melhor do que as cidades holandesas, Rotterdam e Amesterdão, que têm um custo de vida inferior a 95.
Manchester é uma cidade de contraste, onde alguns dos bairros mais pobres e mais afluentes do país podem ser encontrados. De acordo com os índices 2010 de privação múltipla, Manchester é o quarto conselho municipal mais privado na Inglaterra. O desemprego ao longo de 2012-13 teve uma média de 11,9%, superior à média nacional, mas inferior a algumas das outras grandes cidades comparáveis do país. Por outro lado, Greater Manchester é o lar de mais multi-milionários do que em qualquer lugar fora de Londres, com a cidade de Manchester ocupando a maior parte da contagem. Em 2013 Manchester ficou em 6º lugar no Reino Unido para a qualidade de vida, de acordo com uma classificação das 12 maiores cidades do Reino Unido.
As mulheres se saem melhor em Manchester do que no resto do país em termos de igualdade de remuneração para os homens. A diferença salarial por horas trabalhadas é de 3,3%, em contraste com 11,1% para a Grã-Bretanha. 37% da população em idade de trabalhar em Manchester têm qualificações de grau em contraste com a média de 33% em outras cidades principais, embora as escolas under-perform ligeiramente quando comparado à média nacional.
Manchester tem o maior mercado de escritórios no Reino Unido fora de Londres de acordo com GVA Grimley com uma captação de escritório trimestral (média em 2010-14) de aproximadamente 250 000 pés quadrados - equivalente à captação de escritório trimestral de Leeds, Liverpool e Newcastle combinado e 90 000 pés quadrados mais de O rival mais próximo Birmingham. O forte mercado de escritórios em Manchester tem sido em parte atribuído à "Northshoring" (deslocalização), que implica a deslocalização ou criação alternativa de postos de trabalho fora do superaquecido Sul para áreas onde o espaço de escritório é possivelmente mais barato e o mercado de trabalho não pode ser saturado.[carece de fontes?]

## Monumentos e locais turísticos
Um dos lugares turísticos de Manchester é o grande estádio Old Trafford, sede do Manchester United, localizado em Trafford, no condado de Greater Manchester.
Sua capacidade total é de 76 700 espectadores, é o 2° maior estádio da Inglaterra, ficando atrás apenas do Estádio de Wembley, é o 5° maior do Reino Unido e o 12° da Europa.

## Vida cultural e acadêmica

### Música
A cidade é a sede da Hallé Orchestra, a mais antiga em atividade do Reino Unido, fundada em 1857. Desde 1996 uma nova sala de concertos é a sua Casa, o Bridgewater Hall.
Manchester leva grande fama mundial graças a bandas como New Order, Joy Division, Simply Red, The Smiths, Stone Roses, Oasis, Happy Mondays, Chemical Brothers e The Ting Tings, sendo muitas delas precursoras de algum grande movimento da música.

### Ensino superior
Manchester é sede de três universidades. A Universidade de Manchester é a universidade principal da cidade e foi criada em 2004 através da fusão da Universidade Victoria de Manchester (fundada em 1851) com o UMIST (fundado em 1880, dirigido ao ensino das ciências e tecnologias). Esta universidade inclui a Manchester Business School, que disponibilizou o primeiro curso de MBA no Reino Unido em 1965. A outra universidade que tem sede em Manchester é a Universidade Metropolitana de Manchester, que foi formada como Politécnico de Manchester pela fusão de três faculdades em 1970. Obteve o estatuto de universidade em 1992, e nesse mesmo ano o Crewe and Alsager College of Higher Education, no sul de Cheshire, passou a fazer parte da instituição.
A Universidade de Manchester, a Universidade Metropolitana de Manchester e o Real Colégio de Música do Norte ficam próximos da "Oxford Road", localizada no centro-sul da cidade, formando em conjunto o recinto urbano de educação superior da Europa com maior número de estudantes: 73 160, embora quase 6 000 deles se encontrem nos campi da Universidade Metropolitana de Manchester em Crewe e Alsager, em Cheshire.
A terceira, a Universidade de Salford, fica localizada em Salford, dentro da Grande Manchester.

### Desporto
Manchester é conhecida mundialmente por seus dois clubes de futebol, o Manchester United e o Manchester City, que fazem o clássico da cidade de Manchester, City x United.

## Geminações
|           | País      |  | Local           |  | Cidade / Distrito / Região / Estado | Data |
| --------- | --------- |  | --------------- |  | ----------------------------------- | ---- |
| Nicarágua | Nicarágua |  | Bilwi           |  | Puerto Cabezas                      |      |
| Alemanha  | Alemanha  |  | Chemnitz        |  | Saxônia                             | 1983 |
| Espanha   | Espanha   |  | Córdova         |  | Córdova                             |      |
| Israel    | Israel    |  | Rehovot         |  | Distrito Central                    |      |
| Rússia    | Rússia    |  | São Petersburgo |  | Distrito Federal do Noroeste        | 1962 |
| China     | China     |  | Wuhan           |  | Hubei                               | 1986 |
| Paquistão | Paquistão |  | Faisalabad      |  | Punjab                              | 1997 |

## Mais Informação
| - Arquitectura - Hands, David; Sarah Parker (2000). Manchester: A Guide to Recent Architecture. London: Ellipsis Arts. ISBN 1-899858-77-6 - Hartwell, Clare (2001). Manchester. Col: Pevsner Architectural Guides. London: Penguin Books. ISBN 0-14-071131-7 - Hartwell, Clare; Matthew Hyde, Nikolaus Pevsner (2004). Lancashire: Manchester and the South-East. Col: The Buildings of England. New Haven and London: Yale University Press. ISBN 0-300-10583-5 - Parkinson-Bailey, John J (2000). Manchester: an Architectural History. Manchester: Manchester University Press. ISBN 0-7190-5606-3 - Robinson, John Martin (1986). The Architecture of Northern England. [S.l.]: Macmillan London Ltd. ISBN 0-333-37396-0 - Geral - Beesley, Ian (1988). Victorian Manchester and Salford. Keele: Ryburn. ISBN 1-85331-006-9 - Hylton, Stuart (2003). A History of Manchester. Chichester: Phillimore & Company. ISBN 1-86077-240-4 - Kidd, Alan J (1993). Manchester. Col: Town and City Histories. Keele: Ryburn. ISBN 1-85331-016-6 - = Price, Jane; Ben Stebbing (editors) (2002). The Mancunian Way. Manchester: Clinamen Press Ltd. ISBN 1-903083-81-8 - Redhead, Brian (1993). Manchester: a Celebration. London: Andre Deutsch Ltd. ISBN 0-233-98816-5 - Schofield, Jonathan (2005). The City Life Guide to Manchester. Manchester: City Life. ISBN 0-9549042-2-2 | - Cultura - Champion, Sarah (1990). And God Created Manchester. Manchester: Wordsmith. ISBN 1-873205-01-5 - Gatenby, Phill (2002). Morrissey's Manchester: The Essential "Smiths" Tour. [S.l.]: Empire Publications. ISBN 1-901746-28-3 - Haslam, Dave (2000). Manchester, England. New York: Fourth Estate. ISBN 1-84115-146-7 - Lee, C P (2002). Shake, Rattle and Rain – Popular Music Making in Manchester 1955–1995. [S.l.]: Hardinge Simpole. ISBN 1-84382-049-8 - Lee, C P (2004). Like The Night (Revisited): Bob Dylan and the Road to the Manchester Free Trade Hall. London: Helter Skelter Publishing. ISBN 1-900924-33-1 - Savage, John (editor) (1992). The Hacienda Must Be Built. [S.l.]: International Music Publications. ISBN 0-86359-857-9 |